# Yang Yansheng
Yang Yansheng (杨雁盛S; Binzhou, 5 gennaio 1988) è un ex astista cinese.

## Palmarès
| Anno | Manifestazione               | Sede      | Evento           | Risultato | Prestazione | Note |
| ---- | ---------------------------- | --------- | ---------------- | --------- | ----------- | ---- |
| 2005 | Mondiali allievi             | Marrakech | Salto con l'asta | Oro       | 5,25 m      |      |
| 2006 | Campionati asiatici indoor   | Pattaya   | Salto con l'asta | Argento   | 5,40 m      |      |
| 2006 | Campionati asiatici juniores | Taipa     | Salto con l'asta | Oro       | 5,30 m      |      |
| 2006 | Mondiali juniores            | Pechino   | Salto con l'asta | Argento   | 5,54 m      |      |
| 2006 | Giochi asiatici              | Doha      | Salto con l'asta | Bronzo    | 5,50 m      |      |
| 2009 | Giochi asiatici indoor       | Hanoi     | Salto con l'asta | Argento   | 5,40 m      |      |
| 2010 | Giochi asiatici              | Canton    | Salto con l'asta | Oro       | 5,50 m      |      |
| 2010 | Mondiali indoor              | Doha      | Salto con l'asta | 16º (q)   | 5,30 m      |      |
| 2011 | Campionati asiatici          | Kōbe      | Salto con l'asta | Bronzo    | 5,40 m      |      |
| 2012 | Campionati asiatici indoor   | Hangzhou  | Salto con l'asta | Oro       | 5,50 m      |      |
| 2012 | Giochi olimpici              | Londra    | Salto con l'asta | 20º (q)   | 5,35 m      |      |
| 2013 | Mondiali                     | Mosca     | Salto con l'asta | 31º (q)   | 5,25 m      |      |
| 2014 | Mondiali indoor              | Sopot     | Salto con l'asta | 9º        | 5,55 m      |      |
| 2014 | Giochi asiatici              | Incheon   | Salto con l'asta | 4º        | 5,45 m      |      |